# Avenue Émile Zola (Métro Paris)

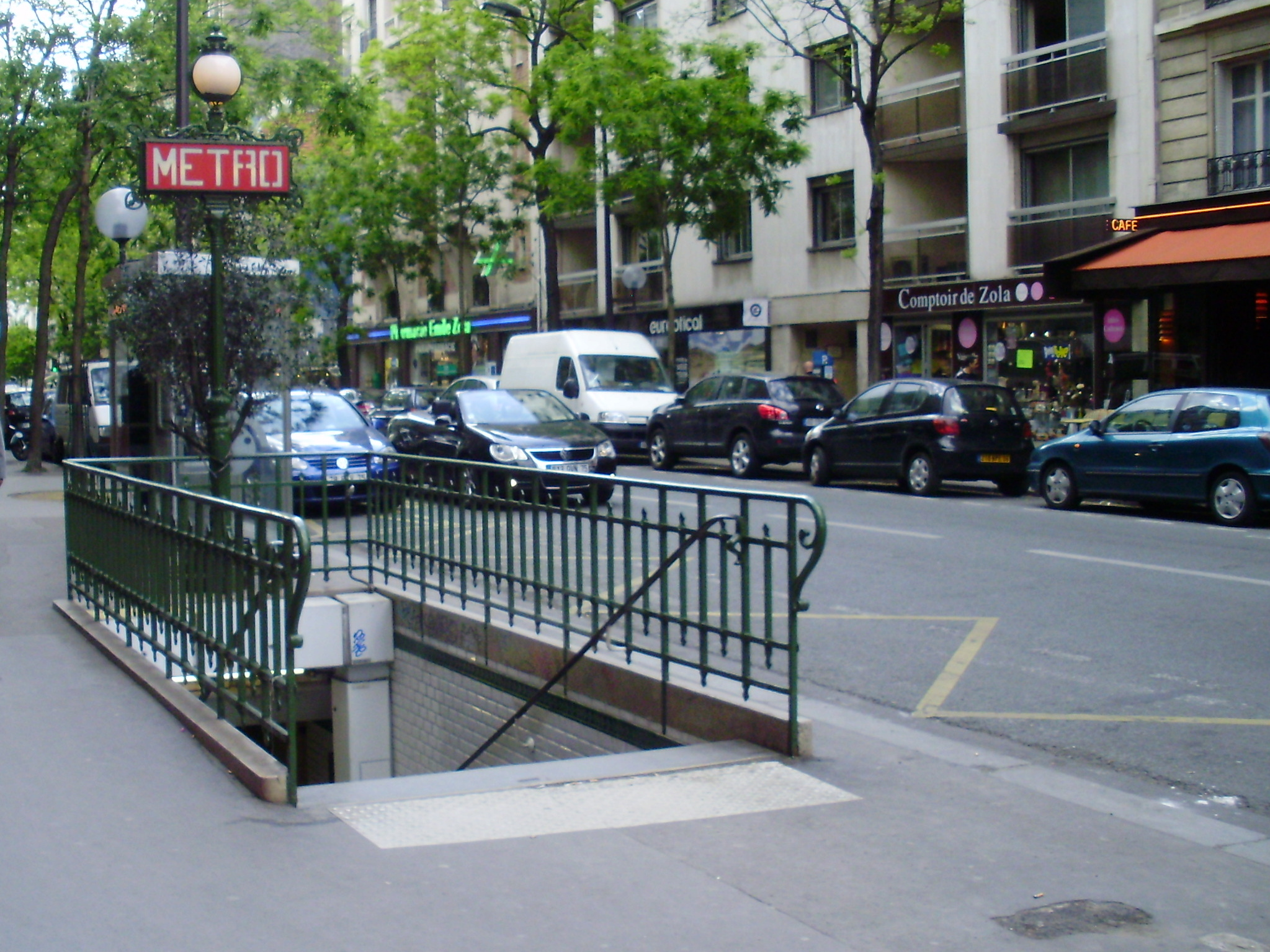
Zugang mit Kandelaber des Typs Val d’Osne

Der U-Bahnhof Avenue Émile Zola [avny emil zɔla] ist eine unterirdische Station der Linie 10 der Pariser Métro.

## Lage
Die Station befindet sich im Quartier de Grenelle des 15. Arrondissements von Paris. Sie liegt längs unter der Avenue Émile Zola westlich der Rue du Commerce.

## Name
Den Namen gibt die Avenue Émile Zola. Émile Zola (1840–1902) gilt als einer der großen französischen Romanciers des 19. Jahrhunderts. Zu seinen bekanntesten Werken gehören Nana und Germinal aus dem Rougon-Macquart-Zyklus. Die Station ist eine von nur fünf U-Bahnhöfen, die im Namen das Präfix „Rue“ (Straße) bzw. „Avenue“ führen, und der einzige mit dem Präfix Avenue.
Bis 1937 trug die Station nach der angrenzenden Rue du Commerce den Namen „Commerce“. In jenem Jahr wurde dieser Name an die am 27. Juli 1937 eröffnete nahe Station Commerce der verschwenkten Linie 8 vergeben.

## Geschichte und Beschreibung
Die Station wurde in einer offenen Baugrube errichtet und am 13. Juli 1913 mit der Eröffnung des ersten Abschnitts der Linie 8 in Betrieb genommen. Diese verlief damals von Opéra nach Beaugrenelle (seit 1947: Charles Michels). Am 27. Juli 1937 wurde der westliche Abschnitt der Linie 8 zwischen La Motte-Picquet – Grenelle und Porte d’Auteuil der Linie 10 zugeordnet.
Abweichend von der in Paris häufiger anzutreffenden Bauweise mit elliptischem Querschnitt weist die Station eine waagrechte Metalldecke auf. Auf quer zur Fahrtrichtung liegenden eisernen Stützbalken ruhen Längsträger, die kleine, aus Ziegelsteinen gemauerte Gewölbe tragen. Sie ist 75 m lang, 13,50 m breit und weist 4 m breite Seitenbahnsteige an zwei Streckengleisen auf.
Die zwei Zugänge liegen beiderseits der Avenue Émile Zola nahe deren Kreuzung mit der Rue du Commerce. Der südliche ist durch einen Kandelaber des Typs „Val d’Osne“ gekennzeichnet.

## Fahrzeuge
Auf der Linie 10 verkehren konventionelle Züge der Baureihe MF 67. Zwischen 1975 und 1994 liefen Züge der Baureihe MA, davor solche der Bauart Sprague-Thomson.